# منا دارک‌فدر
مُنا دارک‌فِدِر (انگلیسی: Mona Darkfeather؛ ۱۳ ژانویهٔ ۱۸۸۳ – ۳ سپتامبر ۱۹۷۷) بازیگر دوران صامت اهل ایالات متحده آمریکا بود. او مابین سال‌های ۱۹۱۱ تا ۱۹۱۷ میلادی، در ۱۰۲ فیلم سینمایی هنرنمایی کرد.